# Iracka Marynarka Wojenna
Iracka Marynarka Wojenna (arab. ‏القوات البحرية العراقية‎) – marynarka wojenna Iraku, część sił zbrojnych tego państwa.

## Historia

### XX wiek
Królestwo Iraku uzyskało niepodległość w 1932 roku, po czym utworzono także siły morskie tego państwa. Z uwagi na krótką linię brzegową – 58 km, w głębi Zatoki Perskiej, w oddaleniu od otwartego morza, Irak nie miał potrzeby posiadania licznej marynarki. Początkowo jedynymi jej okrętami o wartości bojowej były cztery patrolowce zbudowane w brytyjskiej stoczni Thornycroft w 1937 roku, o numerach 1 – 4, o wyporności 67 ton, pozostające w służbie do lat 70.

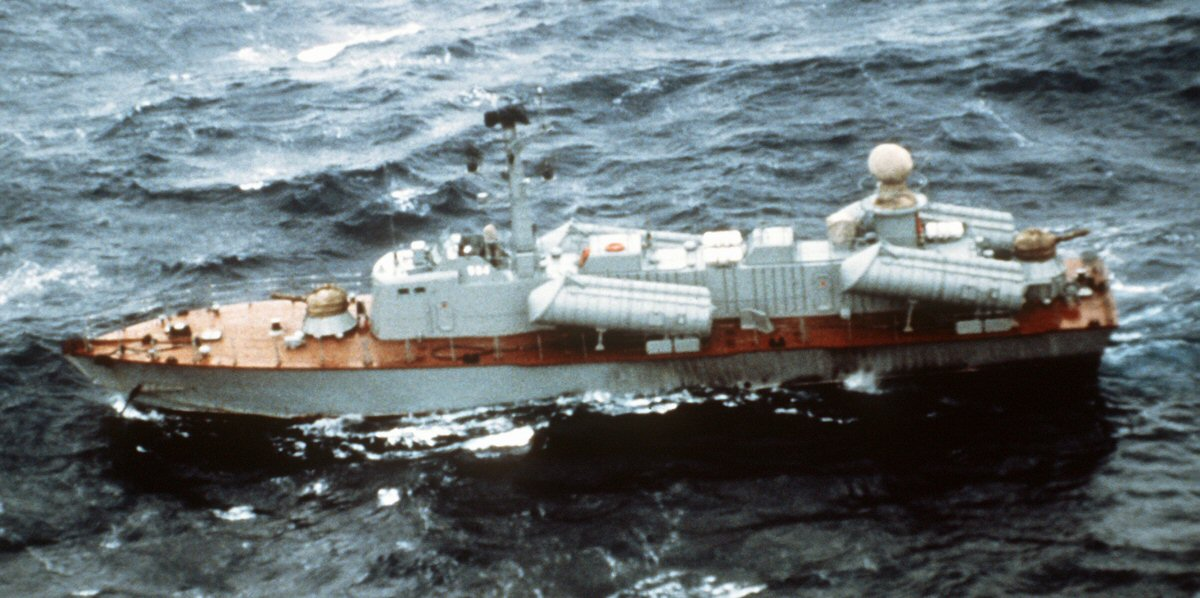
Kuter rakietowy projektu 205 (zdjęcie przykładowe)

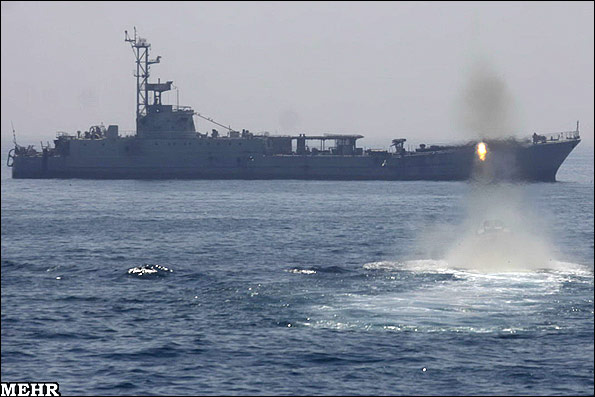
Dawny iracki okręt desantowy „Ghanda”, przejęty przez Iran w 1991 roku

W 1958 roku proklamowano w Iraku republikę. Wraz ze wzrostem ambicji regionalnych i podziałami geopolitycznymi w okresie zimnej wojny, Irak zaczął następnie stopniowo rozbudowywać marynarkę z pomocą radziecką. Począwszy od 1959 roku otrzymał w toku kolejnej dekady 12 kutrów torpedowych projektu 183 i pięć okrętów patrolowych, co dało mu możliwości uderzeniowe w strefie przybrzeżnej. W latach 70. nastąpił znaczący rozwój jakościowy i ilościowy marynarki, kiedy Irak kupił w ZSRR 14 kutrów rakietowych projektu 205 (w kodzie NATO: Osa I i Osa II), stanowiących odtąd jej główne siły uderzeniowe. Nabyto ponadto cztery polskie okręty desantowe projektu 773 (Polnocny-C), dalsze patrolowce i trałowce. W 1975 roku marynarka iracka liczyła 2000 osób personelu. W 1980 roku weszła do służby zbudowana w Jugosławii szkolna fregata „Ibn Khaldoum”, będąca największym okrętem irackim. W latach 80. marynarka liczyła około osób 3000 personelu i była najmniejszym z irackich rodzajów broni – mimo to była liczącą się siłą regionalną, jak na ograniczony dostęp kraju do morza.
Marynarka Iraku wzięła udział w wojnie iracko-irańskiej w latach 1980–1988 przeciwko silniejszej marynarce irańskiej, topiąc kilka z kilkunastu jednostek straconych podczas wojny przez Iran, lecz również sama straciła okręt desantowy, cztery kutry rakietowe i sześć torpedowych. W lutym 1981 roku Irak postanowił dokonać znacznej rozbudowy marynarki o większe okręty pełnomorskie i zamówił we Włoszech cztery fregaty rakietowe typu Lupo i sześć korwet rakietowych typu Abi Serh, ale okręty te, ukończone w drugiej połowie lat 80., nie zostały nigdy dostarczone z powodu nałożonego embarga na dostawy broni. W latach 80. dostarczono jedynie 15 kutrów patrolowych typu PB 90 z Jugosławii, z których sześć utracono w wojnie z Iranem.
Po agresji Iraku na Kuwejt w sierpniu 1990 roku, Irak zdobył większość okrętów marynarki kuwejckiej, w tym pięć kutrów rakietowych typu Lürssen TNC 45, jeden typu Lürssen FPB 57 i jednostki patrolowe. Zostały następnie przyjęte do służby irackiej, stanowiąc jej wartościowe wzmocnienie, lecz załogi nie były dobrze obeznane z ich zachodnimi systemami uzbrojenia. W następstwie agresji na Kuwejt doszło do I wojny w Zatoce Perskiej w 1991 roku, w której marynarka Iraku została praktycznie całkowicie zniszczona przez koalicję państw zachodnich i rejonu Zatoki. Okręty irackie, wraz ze zdobycznymi, nie zdołały zadać szkód sprzymierzonym, a same zostały zatopione lub uszkodzone, głównie uderzeniami amerykańskiego i brytyjskiego lotnictwa pokładowego i śmigłowców. Jedyne uszkodzenia okrętów sprzymierzeni odnieśli na minach morskich. Dwa kutry rakietowe i jeden okręt desantowy uciekły do Iranu, gdzie zostały przejęte przez marynarkę irańską. Na skutek wojny, w latach 90. marynarka Iraku została  zredukowana do przybrzeżnych łodzi motorowych i kilku małych okrętów, w dużej mierze uszkodzonych lub niesprawnych, w tym niesprawnej fregaty szkolnej i jedynego kutra rakietowego projektu 205.

### XXI wiek

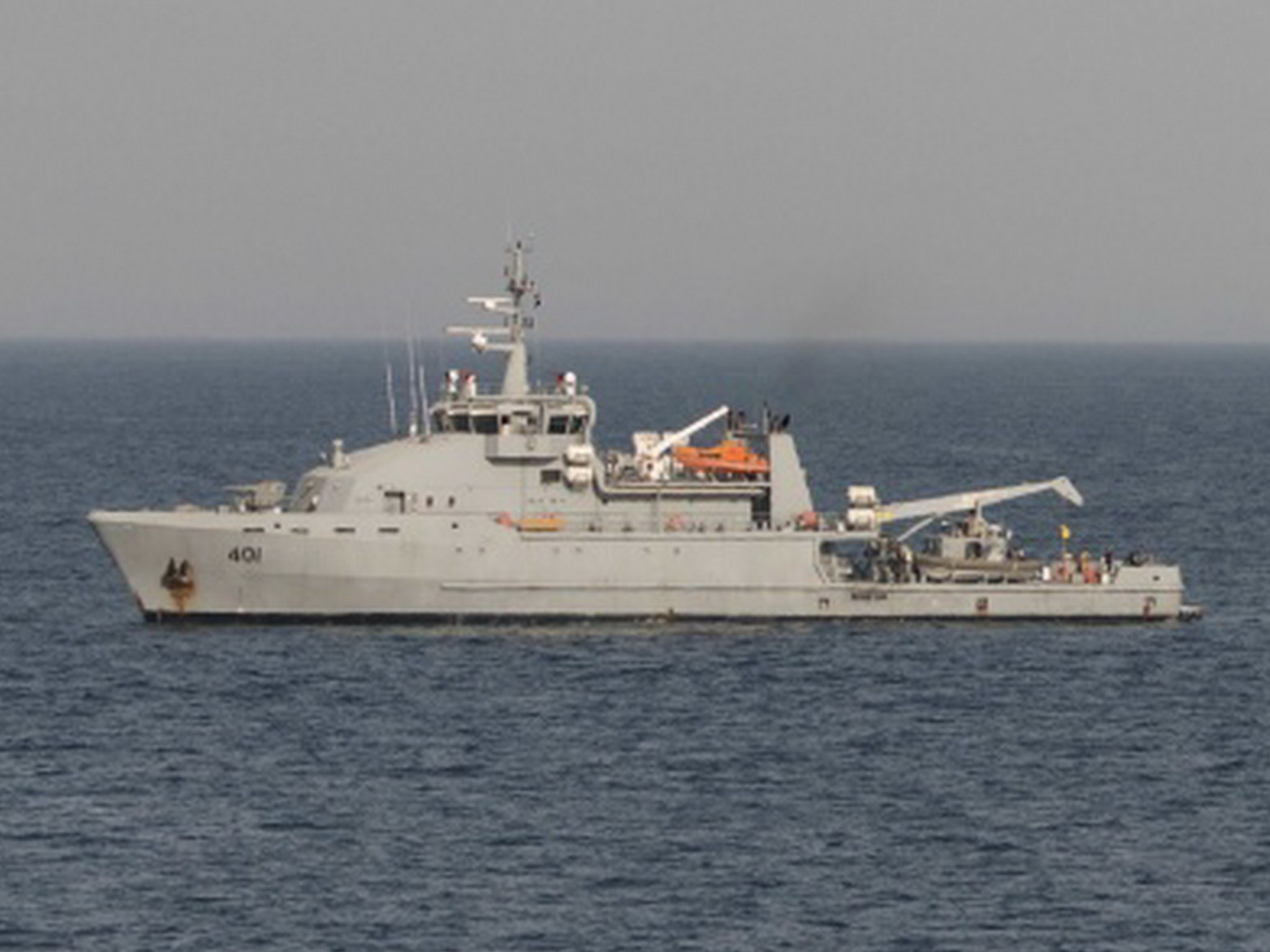
Współczesny patrolowiec „Al Basra”

Podczas II wojny w Zatoce Perskiej w marcu 2003 roku lotnictwo amerykańskie i siły brytyjskie zatopiły kilka pozostałych irackich patrolowców. Jedyną aktywnością marynarki irackiej były próby stawiania min z małych jednostek, które były topione. Po wojnie i okresie okupacji Iraku, kontrola nad państwem została przekazana w ręce tymczasowego rządu irackiego w 2004 roku, a 30 września tego roku powołano na nowo marynarkę z bazą w Umm Kasr, jako Irackie Siły Obrony Wybrzeża. Jej głównymi zadaniami jest ochrona terminali naftowych Khawr al Amaya i Al Basra. Została ona następnie wyposażona w  kilkadziesiąt nowych okrętów patrolowych – głównie małych jednostek przybrzeżnych, z pomocą USA i innych państw. W 2009 roku dostarczono cztery większe włoskie patrolowce typu Fateh, o wyporności 397 ton, a w 2012 roku dwa zbudowane w USA pełnomorskie okręty patrolowe „Al Basra” i „Al Fayhaa” o wyporności 1400 ton. W 2015 roku marynarka liczyła 3650 osób personelu, w tym 1500 piechoty morskiej.